# Shivkumar Sharma
Shivkumar Sharma (ur. 13 stycznia 1938 w Dżammu, zm. 10 maja 2022 tamże) – muzyk indyjski grający na santur. Santur jest instrumentem ludowym z rejonu Kaszmiru. Sharma bywa tytułowany jako Pandit.

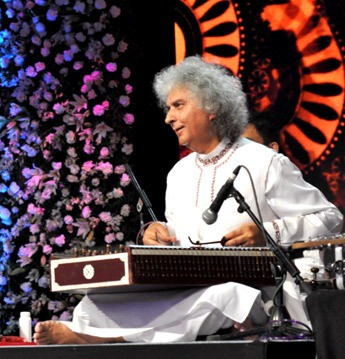
Shivkumar Sharma grający na santur

## Dyskografia
- Call of the Valley wraz z Brij Bhushan Kabra oraz Hariprasad Chaurasia (1967).
- The Glory Of Strings – Santoor (1991), T-Series.
- Raga Bhopali vol I (1993).
- Raga Kedari vol II (1993).
- Hundred Strings of Santoor (1994).
- Hypnotic Santoor (1994).
- The Pioneer of Santoor (1994).
- Raag Bilaskhani Todi (1994).
- Santoor (Raag Rageshri) (1998).
- Sampradaya (1999).
- Rasdhara (1999).
- Vibrant Music for Reiki (2003).
- Sympatico (Charukeshi – Santoor) (2004).
- The Inner Path (Kirvani – Santoor) (2004).
- Essential Evening Chants (2007).

## Nagrody
- Platynowa płyta za Call of the Valley.
- Platynowa płyta za muzykę do filmu Silsila.
- Złota płyta za muzykę do filmu Faasle.
- Platynowa płyta za muzykę do filmu Chandni.